# Vicente Rojo Lluch
Vicente Rojo Lluch (ur. 8 października 1894 w Fuente la Higuera (region Walencja), zm. 15 czerwca 1966 w Madrycie) – hiszpański generał, szef sztabu Republikańskiej Armii Ludowej, uczestnik wojny domowej w Hiszpanii po stronie rządu republikańskiego.

## Życiorys
Był pośmiertnym synem żołnierza walczącego w wojnach z karlistami i kampaniach na Kubie. Niedługo po urodzeniu Vicente zmarła również jego matka. Młodzieniec wychował się w wojskowym sierocińcu.
W 1911 wstąpił do Akademii Piechoty w Toledo. Dowódcy zapamiętali go jako pilnego ucznia, co potwierdza ukończenie w roku 1914 Akademii ze stopniem podporucznika i czwartym wynikiem spośród 390 kadetów. Początkowo skierowany do służby w Barcelonie, później przeniósł się do jednostki Regulares w Ceuta, ponownie do Barcelony i La Seu d’Urgell.
W 1922, będąc już kapitanem, powrócił do Akademii Piechoty, pełniąc w niej rozmaite funkcje wojskowe i administracyjne. Po dziesięciu latach pracy odszedł z Akademii by wstąpić do Wyższej Szkoły Wojennej i rozpocząć studia sztabowe.
Podczas pobytu w Szkole miało miejsce ciekawe wydarzenie: studentom jego rocznika zlecono przygotowanie założeń taktycznych do operacji przeprawy przez Ebro i zajęcia trasy Reus-Granadella. Bardzo podobną operację zrealizowano już rok później podczas bitwy nad rzeką Ebro.

## Wojna domowa
Kiedy w lipcu wybuchła wojna domowa, dochował wierności legalnym władzom i znalazł się wśród oficerów, którzy reorganizowali wojska republikańskie.
W październiku 1936 został awansowany do stopnia podpułkownika i mianowany Szefem Sztabu Generalnego Sił Obrony, którymi dowodził gen. José Miaja. Miaja był szefem Rady Obrony Madrytu utworzonej by, mimo przeniesienia rządu do Walencji, za wszelką cenę obronić stolicę. Na tym stanowisku stworzył doskonały plan ochrony miasta, który pozwolił siłom republikańskim utrzymać kontrolę nad miastem. Od tego momentu jego sława świetnego organizatora ciągle rosła. Jako szef sztabu na froncie centralnym brał udział w planowaniu najważniejszych operacji w tym sektorze: bitew pod Guadalajarą i Brunete.
Dzięki ugruntowanej opinii otrzymał stopień pułkownika. W maju 1937 powstał rząd pod przywództwem Juana Negrín, a Rojo Lluch został Szefem Sztabu Centralnego Sił Zbrojnych i Szefem Sztabu Generalnego Wojsk Lądowych. W tym samym roku zaplanował operacje zajęcia miast Huesca, Saragossa i Teruel w Aragonii. Podczas udanego zajmowania Teruel po raz pierwszy dowodził wojskami bezpośrednio, a nie tylko na szczeblu planowania.
Nominację generalską otrzymał już w październiku 1937, będąc już jednym z najwybitniejszych dowódców po stronie republikańskiej. Najambitniejszym jego planem była przeprowadzona w 1938 roku ofensywa nad rzeką Ebro. Dała ona początek największej bitwie w całej wojnie – bitwie nad Ebro, której celem było przejęcie inicjatywy strategicznej w wojnie i zatrzymanie postępów wojsk nacjonalistycznych. Pierwszego celu nie udało się zrealizować mimo niemal trzykrotnej przewagi liczebnej; drugi został tymczasowo osiągnięty, gdyż na pole bitwy ściągnięto oddziały z innych rejonów.

## Emigracja
Po upadku Katalonii w lutym 1939, przedarł się do Francji, skąd niedługo później, przy pomocy republikańskich organizacji emigracyjnych, wyjechał do Buenos Aires w Argentynie. Wkrótce potem rząd Boliwii zaproponował mu stworzenie Katedry Historii Wojskowej i Sztuki Wojennej w tamtejszej Szkole Sztabu Generalnego. Kierował katedrą w latach 1943–1945, zachowując swój stopień generalski i otrzymując najwyższe boliwijskie odznaczenie.
W lutym 1957 powrócił do Hiszpanii dzięki staraniom jezuity poznanego w Boliwii, oraz biskupa diecezji Cochabamba, który był wcześniej kapelanem wojskowym pod rozkazami Rojo. Przez pierwsze kilka miesięcy władze nacjonalistyczne nie robiły mu kłopotów, jednak już w lipcu został poinformowany przez Specjalny Sąd do Spraw Przestępstw Szpiegowskich i Komunizmu, że jest oskarżony o przestępstwo wojskowej rebelii. Ostatecznie za wierność legalnemu rządowi i odmowę poparcia rebelii generała Francisco Franco został, jako były dowódca wojsk republikańskich, osądzony za uciekanie się do rebelii. Generał Vicente Rojo Lluch otrzymał wyrok dożywotniego więzienia, pozbawienia praw obywatelskich i degradacji. Dzięki ułaskawieniu już w 1958 wyszedł z więzienia, jednak kary dodatkowe zostały utrzymane.
Vicente Rojo Lluch zmarł w Madrycie 15 czerwca 1966. Agencje informacyjne ograniczyły się do lakonicznego komunikatu, dzienniki ABC oraz Ya wspomniały o jego stopniu wojskowym generała, natomiast dziennik kombatantów frankistowskich El Alcázar podkreślił prestiż, jakim cieszył się zmarły wśród wojskowych, uznających jego nieprzeciętne umiejętności.
W 2006 roku jeden z jego wnuków, dziennikarz lewicowego dziennika El País José Andrés Rojo, opublikował biografię generała zatytułowaną Vicente Rojo. Retrato de un general republicano (Vicente Rojo, Portret republikańskiego generała).